# Bolzano
 Der er for få eller ingen kildehenvisninger i denne artikel, hvilket er et problem. Du kan hjælpe ved at angive troværdige kilder til de påstande, som fremføres i artiklen.

 For alternative betydninger, se Bolzano (flertydig). (Se også artikler, som begynder med Bolzano)
Bolzano er en by i regionen Trentino-Sydtyrol i det nordlige Italien. Byen har en stor tysktalende befolkningsgruppe og hedder på tysk Bozen. Byen har 106.107(2023)indbyggere og ligger i 265 meters højde hvor floderne Talvera, Isarco og Adige mødes. Byen ligger omgivet af høje bjerge, bl.a. er der udsigt til de store bjerge, Rosengarten-Catinaccio og Schlern øst for byen. Byen ligger på jernbanelinien fra Verona via Brennerpasset til Innsbruck i Østrig. Der er endvidere jernbane til Merano, der i 2005 blev forlænget til Malles i Val Venosta, idet en tidligere nedlagt jernbanelinie blev genåbnet. 73% af indbyggerne i Bolzano er italiensktalende, 26% er tysktalende og 1% taler ladinsk.
Bolzano blev først efter 1. verdenskrig italiensk. Den havde indtil da sammen med hele regionen Trentino-Sydtyrol hørt under Østrig. Mens der i den sydlige del af regionen (Trentino) var et italiensk flertal, var der imidlertid i den nordlige del (Sydtyrol eller Syd-Tyrol), hvor Bolzano er hovedbyen, en stor tysktalende majoritet. I den fascistiske periode blev der imidlertid sat et stort arbejde i gang for at gøre byen italiensk, og vest for floden Talfer-Talvera blev der opført en helt ny bydel med boliger, institutioner og arbejdspladser, og folk fra sydligere dele af Italien blev opfordret til at flytte til Bolzano med løfter om bolig og arbejde. Det lykkedes således i løbet af nogle år at få en italiensktalende flertal i byen. I de mindre byer i Sydtyrol er der dog fortsat tysktalende flertal.
Den ældste bydel ligger øst for floden Talvera og her findes bl.a. domkirken og et gammelt franciskanerkloster med en meget smuk klostergård. Hovedgaden er den gamle Via Portici (tysk: Laubengasse), hvor alle huse er forsynet med flotte buegange ud over gaden. Langs floden Talvera er anlagt en meget populær promenade, hvor man bl.a. kan se borgen Maretsch-Castel Mareccio.
I den ældste bydel ligger også det arkæologiske museum, hvor Ötzi opbevares. Ötzi er det mumificerede lig af en mand, der levede ca. 3300 f.v.t. og som blev fundet i Ötztalgletsjeren i 1991.
Bydelen vest for floden Talvera er også et besøg værd, hvis man vil se arkitektur, der er typisk for den italienske fascisme. Umiddelbart når man er kommet over broen over Talvera er der en stor triumfbue, der blev opført under fascismen for at fejre at området var erobret fra Østrig. Dette blev af den tysktalende befolkning opfattet som en stor provokation, og selv om noget af teksten på triumfbuen i dag er fjernet, er triumfbuen fortsat indhegnet for at undgå hærværk.
Fra Bolzano går der svævebane til Oberbozen-Soprabolzano nordøst for byen, til Jenesien-San Genesio nordvest for byen og til Kohlern-Colle di Villa syd for byen. Den sidstnævnte er verdens ældste personsvævebane